# Commentariolus
Commentariolus (en llatí, ‘petits comentaris') és un esbós de quaranta pàgines escrit per Nicolau Copèrnic d'una versió anterior del seu revolucionari model heliocèntric de l'univers. Després d'un llarg desenvolupament posterior de la seva teoria, Copèrnic va publicar la versió completa en 1543 en la seva prominent obra De revolutionibus orbium coelestium.
Copèrnic va escriure Commentariolus un poc abans de 1514 i va fer circular còpies entre els seus amics i col·legues. Per tant, aquesta obra va començar a conèixer-se entre els contemporanis de Copèrnic, encara que mai va ser impresa durant la seva vida. En 1533, Johann Albrecht Widmannstetter va donar una sèrie de conferències a Roma explicant la teoria de Copèrnic. El papa Climent VII i diversos cardenals van escoltar les conferències i es van interessar en les teories. L'1 de novembre de 1536, Nikolaus von Schönberg, arquebisbe de Capua i des de l'any anterior, cardenal, va escriure a Copèrnic des de Roma i li va demanar una còpia dels seus escrits «el més aviat com sigui possible».
Encara que les còpies del Commentariolus van circular un temps després de la mort de Copèrnic, van passar posteriorment a ser desconegudes i la seva existència prèvia va romandre coneguda només indirectament, fins que una còpia manuscrita que havia sobreviscut va ser descoberta i publicada en la segona meitat del segle xix.

## Resum
Copèrnic va fer set postulats:
1. No tots els cossos celestes giren al voltant d'un únic punt,
2. El centre de la Terra és el centre de l'esfera lunar (l'òrbita de la Lluna al voltant de la Terra).
3. Totes les esferes giren al voltant del Sol, que es troba prop del centre de l'univers
4. La distància entre la Terra i el Sol és una fracció insignificant de la distància de la Terra i el Sol als estels. Per això, no s'observa paral·laxi en els estels.
5. Els estels estan immòbils; el seu moviment diari aparent és a causa de la rotació diària de la Terra.
6. La terra es mou en una esfera al voltant del Sol, la qual cosa causa el moviment anual aparent del Sol; la Terra té més d'un moviment.
7. El moviment orbital del Terra al voltant del Sol causa el moviment retrògrad aparent dels planetes.